# دازاين
دازاين هي كلمة ألمانية تعني "الوجود". وهو مفهوم أساسي في الفلسفة الوجودية لمارتن هايدغر. يستخدم هايدغر تعبير الدازاين للإشارة إلى تجربة الوجود الخاصة بالبشر. وبالتالي فهو شكل من أشكال الوجود الذي يدرك ويجب أن يواجه قضايا مثل الشخصية والموت ومعضلة أو مفارقة العيش في علاقة مع البشر الآخرين بينما يكون في النهاية وحيدًا مع نفسه.